# رئيس وزراء إندونيسيا
رئيس وزراء جمهورية إندونيسيا كان مكتبًا سياسيًا في إندونيسيا موجودًا من عام 1945 حتى عام 1966. خلال هذه الفترة، كان رئيس الوزراء مسؤولاً عن مجلس وزراء إندونيسيا، أحد فروع الحكومة الثلاثة إلى جانب مجلس النواب والرئيس. في أعقاب مرسومه الصادر عام 1959، تولى الرئيس سوكارنو دور وصلاحيات رئيس الوزراء حتى استقالته في عام 1966.

## الثورة الوطنية الإندونيسية
في 18 أغسطس 1945، بعد يوم واحد من إعلان استقلال إندونيسيا ، تم تعيين سوكارنو رئيسًا ودخل دستور إندونيسيا لعام 1945 حيز التنفيذ، والذي نص على أن إندونيسيا بنيت حول نظام رئاسي، وعلى هذا النحو، لم تكن هناك أحكام دستورية لرئيس الوزراء، وكان مجلس الوزراء مسؤولاً بشكل مباشر أمام الرئيس. ومع ذلك، بعد صدور المرسوم الرئاسي رقم X في 11 نوفمبر، أصبحت الحكومة مسؤولة أمام الهيئة التشريعية المؤقتة، اللجنة الوطنية المركزية الإندونيسي مما أدى فعليًا إلى تعليق الدستور. تم حل الحكومة، وتم تكليف سوتان سجهرير بأن يصبح أول رئيس وزراء. ووافق على ذلك بشرط أن يُسمح له باختيار حكومته بنفسه. تم الإعلان عن الحكومة الجديدة في 14 نوفمبر/تشرين الثاني على أساس أنه على الرغم من أن رئيس الوزراء مسؤول أمام اللجنة العاملة في الحزب الوطني الكرواتي، إلا أنه يتعين عليه التشاور مع الرئيس قبل اتخاذ أي قرارات رئيسية. إذا دخل رئيس الوزراء في صراع مع الحزب الوطني الكرواتي أو الرئيس، يمكن اختيار رئيس آخر.
دفعت الخلافات السياسية الداخلية صغيرير إلى تقديم استقالته في 28 مارس، لكن طُلب منه تشكيل الحكومة المقبلة. وقد وافق ذلك في أكتوبر/تشرين الأول، ولكن مرة أخرى وافق صغارر على الاستمرار في منصب رئيس الوزراء في الحكومة الجديدة. وفي النهاية استقال في 27 يونيو/حزيران، بعد أن أصابه الضعف الشديد نتيجة التنازلات التي قدمها للهولنديين بعد توقيع اتفاقية لينجاجاتي. تم استبداله بأمير صغار الدين، وأصبح صغارر ممثلاً لإندونيسيا في الأمم المتحدة . بدوره، استقال سجاد الدين بدوره في أعقاب سحب الدعم السياسي له في أعقاب اتفاقية رينفيل. ثم عيّن سوكارنو نائب الرئيس محمد حتا ، وطلب منه تشكيل حكومة طوارئ مسؤولة أمامه وليس أمام الحزب الوطني الكوري.

## الولايات المتحدة الأمريكية إندونيسيا
في 27 ديسمبر/كانون الأول 1949، نقلت هولندا السيادة إلى الولايات المتحدة الفيدرالية الإندونيسية ، والتي كانت جمهورية إندونيسيا إحدى ولاياتها. وقد نص الدستور الاتحادي على وجود رئيس للوزراء، وأصبح هاتا رئيس الوزراء الوحيد في الاتحاد الملكي للخدمات المتحدة. وبما أن هذا أدى إلى فراغ في السلطة في الإدارة الجمهورية، فقد تم تعيين سوسانتو تيرتوبرودجو ، وزير العدل في الحكومة السابقة، رئيسًا للوزراء بالإنابة على رأس حكومة انتقالية. في 22 يناير 1950، أعلن رئيس الوزراء الجديد عن تشكيل حكومته. انتهت فترة حكم كل من حتا وحليم عندما تم حل الاتحاد الملكي للخدمات المتحدة وأصبحت إندونيسيا دولة موحدة في 17 أغسطس 1950.

## عصر الليبرالية والديمقراطية الموجهة
بموجب دستور الدولة الموحدة ، أصبحت الحكومة مسؤولة مرة أخرى أمام البرلمان، مع تعيين رئيس الوزراء من قبل الرئيس. نتيجة لعدم استقرار الحكومات الائتلافية، واجه رؤساء الوزراء في كثير من الأحيان تصويتات بحجب الثقة. كانت كل التغييرات السياسية الكبرى تحظى بفرصة المعارضة، إما من جانب الحكومة أو المعارضة . وعلى هذا النحو، استمرت بعض الحكومات بضعة أشهر فقط.
في 5 يوليو 1959، أصدر سوكارنو مرسومًا رئاسيًا يعلن فيه أنه بسبب عدم قدرة الجمعية التأسيسية لإندونيسيا على اتخاذ قرار بشأن دستور جديد، سيتم إعادة العمل بدستور عام 1945. أدى هذا إلى إزالة الأساس الدستوري لمنصب رئيس الوزراء. ومع ذلك، في 9 يوليو من نفس العام، تولى سوكارنو لقب رئيس الوزراء بالإضافة إلى الرئاسة، واستخدم لاحقًا عبارة "أنا رئيس ورئيس وزراء" كرسالة مهيمنة في خطاباته. بعد الانقلاب الفاشل ضد الحكومة في عام 1965 وإصدار وثيقة تنقل كل السلطة السياسية إلى سوهارتو ، خسر سوكارنو في عام 1967 لقب رئيس الوزراء مع الرئاسة.